# 中村彰男
中村 彰男（なかむら あきお、1960年3月3日 - ）は、文学座所属の俳優、声優。山口県出身。

## 経歴・人物
日本大学芸術学部演劇科卒業。1982年に文学座研究所に入所し、1983年に「オセロー」で初舞台を踏む。1987年に座員になる。
主に舞台俳優として活動しているが、近年はアニメーション作品の声優としても活動。アニメ映画『千と千尋の神隠し』のカオナシ役は当時話題になり、ニュース番組の1コーナーでも取り上げられ、顔出しで出演した。

## 出演作品
太字はメインキャラクター。

### テレビドラマ
- 銭形平次（フジテレビ / 東映）
  - 第1シリーズ 第7話「呪いのわら人形」（1991年）
  - 第3シリーズ 第2話「死霊のお告げ」（1993年）
  - 第5シリーズ 第10話「過去からの告発」（1995年）
- ドラマスペシャル 遺留捜査（2014年8月9日、テレビ朝日 / 東映） - 水田宏明 役
- 新宿野戦病院（2024年7月3日 - 、フジテレビ） - マスター 役[4]
- D&D〜医者と刑事の捜査線〜 第5話（2024年11月15日、テレビ東京） - 最上 役[5]

### テレビアニメ
- 魔法のステージファンシーララ（1998年、岸）
- 人間交差点（2003年、友人B）
- 風人物語（2004年、植野先生）
- 交響詩篇エウレカセブン（2005年、マシュー[6]）
- 精霊の守り人（2007年、ジュロ）

### OVA
- 夢枕獏 とわいらいと劇場 夢蜉蝣（1991年、氷室[1]）
- 鉄拳 -TEKKEN-（1998年、雷武龍）

### 劇場アニメ
- もののけ姫（1997年）
- 千と千尋の神隠し（2001年、カオナシ[7]）
- 交響詩篇エウレカセブン ポケットが虹でいっぱい（2009年、マシュー[8]）
- 交響詩篇エウレカセブン ハイエボリューション1（2017年、マシュー）

### ゲーム
- スーパーロボット大戦Z（2008年、マシュー）
- 第2次スーパーロボット大戦Z 破界篇（2011年、マシュー）

### ラジオドラマ
- ラジオ図書館（TBSラジオ）
  - 『伊豆の踊子』（1991年11月9日） - 主役
- 青春アドベンチャー （NHK-FM）
  - 『 死神の精度』（2006年10月30日 - 11月3日）[9] - 死神の上司、原田 役
  - 『時めがね金沢うた絵巻』（2020年1月6日 - 17日）[10] - 源右衛門、キリシタン 役
- ラジオ深夜便 （NHKラジオ第1
  - 『杉の芽』（1991年9月15日）
  - 『苦笑い』（1994年8月8日）
- FMシアター （NHK-FM）
  - 『バビロンに行きて歌え』（1992年3月22日）
  - 『ぼくの鳴き声』（1995年7月29日）
  - 『香港の夜は寒い』（1997年6月28日）
  - 『問わず語り』（2014年4月19日）
  - 『天保北越雪譜異聞』（2014年12月20日）
  - 『赤い傘』（2015年5月9日）
  - 『ケンタウルと天使の矢』（2016年7月30日）
  - 『アーケード狂騒曲』（2025年7月12日）[11] - 会長 役

### 吹き替え
- キリクと魔女
- 名探偵ダウリング神父[1]
- 私立探偵ハリー[1]

### 舞台公演
1980年代
- 「オセロー」（1983年）
- 「さらだ殺人事件」（1986年）
- 「かもめ」（1987年）
- 「ロンリー・ハート」（1988年）
- 「あわれ彼女は唱婦」（1989年）

1990年代
- 「女たちの十二夜」（1991年）
- 「苺ジゴロと一日花」（1992年）
- 「花咲くチェリー」（1993年）
- 「ロミオとジュリエット」（1996年）
- 「寒花」（1997年）
- 「命燃えて」（1998年）
- 「野分立つ」（1999年）

2000年代
- 「雪国」（2001年）
- 「小さき神のつくりし子ら」（2001年）
- 「歌え、悲しみの深き淵より」（2002年）
- 「やや無情」（2003年）
- 「オトコのおとこ」（2006年）
- 「ブルーストッキングの女たち」（2007年）
- 「数字で書かれた物語」（2007年）
- 「アルゴス坂の白い家」（2007年）
- 「かどで」（2007年）
- 「AWAKE AND SING! -目覚めて歌え!-」（2008年）
- 「ミセス・サヴェッジ」（2008年）
- 「太郎の屋根に雪降りつむ」（2008年）
- 「44マクベス」（2009年）
- 「1960年のメロス」（2010年）

2010年代
- 「連結の子」（2011年）